# Trichopilia occidentalis
Trichopilia occidentalis là một loài thực vật có hoa trong họ Lan. Loài này được Christenson mô tả khoa học đầu tiên năm 2004.